# Юрьев, Михаил Сергеевич
Михаил Сергеевич Юрьев (31 марта 1981, Усть-Каменогорск, Казахская ССР, СССР) — казахстанский хоккеист, нападающий. Выступал за сборную Казахстана на Кубке Европейского вызова 2004 года.
Завершил игровую карьеру в 2009 году. В настоящее время является тренером детской хоккейной команды «Сочи» для игроков 2006 года рождения.

## Карьера

### Игрока
Воспитанник усть-каменогорского хоккея.
Начал карьеру в усть-каменогорском «Торпедо». В 2003 году перешёл в карагандинский «Казахмыс». Там провёл 2 сезона. После по сезону провёл в рудненском «Горняке», в «Барысе», и в «Южном Урале».
В 2008 году вернулся обратно в «Сарыарку», где и закончил свою карьеру.

### Тренерская
С 2016 года Юрьев является тренером «Сочинских Дельфинов».

## Достижения
Казцинк-Торпедо
- Четырёхкратный Чемпион Казахстана (1999/00, 2000/01, 2001/02, 2002/03)
- Двукратный обладатель Кубка Казахстана (2002, 2003)

Горняк (Рудный)
- Бронзовый призёр Чемпионата Казахстана (2005/06)
- Бронзовый призёр Кубка Казахстана (2005)

Барыс
- Серебряный призёр Первой лиги России (2006)
- Бронзовый призёр Кубка Казахстана (2006)

Сарыарка
- Финалист Кубка Казахстана (2008)